# Briefmarken-Jahrgang 1874 der Deutschen Reichspost
Nachdem 1873 keine neuen Postwertzeichen erschienen waren, ist der Briefmarken-Jahrgang 1874 der Deutschen Reichspost der zweite nach 1872, in dem im Deutschen Reich Briefmarken ausgegeben wurden. Die gemeinsame Währung im deutschen Kaiserreich war zwar die Mark, die Briefmarken erschienen aber bis Ende 1874 mit den beiden Währungsangaben Taler und Groschen für Norddeutschland sowie Gulden und Kreuzer für Süddeutschland, da diese noch umliefen. Die beiden Königreiche Bayern und Württemberg behielten ihre Posthoheit bis nach dem Ersten Weltkrieg und gaben somit eigene Postwertzeichen aus (siehe Postgeschichte und Briefmarken Bayerns und Postgeschichte und Briefmarken Württembergs).
Neben den beiden Währungsangaben „Kreuzer“ und „Groschen“ werden die Ausgaben philatelistisch noch nach der Prägung des Adlers unterschieden. In der ersten Phase waren Marken mit dem sogenannten „Kleinen Brustschild“ und ab Juni 1872 mit dem „Großen Brustschild“ ausgegeben worden.

## Liste der Ausgaben und Motive
Legende
- Bild: Eine bearbeitete Abbildung der genannten Marke. Das Verhältnis der Größe der Briefmarken zueinander ist in diesem Artikel annähernd maßstabsgerecht dargestellt.
- Beschreibung: Eine Kurzbeschreibung des Motivs und/oder des Ausgabegrundes. Bei ausgegebenen Serien oder Blocks werden die zusammengehörigen Beschreibungen mit einer Markierung versehen eingerückt.
- Werte: Der Frankaturwert der einzelnen Marke: Im Norden des Reichs in Taler und Groschen, im Süden in Gulden und Kreuzer.
- Ausgabedatum: Das erstmalige Datum des Verkaufs dieser Briefmarke.
- Gültig bis: Das Datum, an dem die Gültigkeit endete.
- Auflage: Soweit bekannt, wird hier die zum Verkauf angebotene Anzahl dieser Ausgabe angegeben.
- Entwurf: Soweit bekannt, wird hier angegeben, von wem der Entwurf dieser Marke stammt.
- MiNr.: Diese Briefmarke wird im Michel-Katalog unter der entsprechenden Nummer gelistet.

| Groschen |                                           |                   |                       |                   |         |           |       |
| Bild     | Beschreibung                              | Werte in Groschen | Ausgabe- datum (1874) | gültig bis        | Auflage | Entwurf   | MiNr. |
|          | großer Brustschild, Groschen mit Aufdruck | 2 ½               | 1. Januar             | 31. Dezember 1875 |         | Schilling | 29    |
| Kreuzer  |                                           |                   |                       |                   |         |           |       |
| Bild     | Beschreibung                              | Werte in Kreuzer  | Ausgabe- datum (1874) | gültig bis        | Auflage | Entwurf   | MiNr. |
|          | großer Brustschild, Kreuzer mit Aufdruck  | 9                 | 1. Januar             | 31. Dezember 1874 |         | Schilling | 30    |